# Enrico II di Meclemburgo
Enrico II di Meclemburgo detto il Leone (dopo il 1265 – 21 gennaio 1329) fu signore di Meclemburgo.

## Biografia
Enrico era figlio di Enrico I di Meclemburgo e di Anastasia di Pomerania.
Quando Enrico e suo fratello erano ancora ragazzi il padre venne preso prigioniero durante una crociata, così dal 1275 fino al 1298 egli resse il ducato dapprima con il solo ausilio dello zio Nicola III (dopo il 1230-8 giugno 1289 o 1290) e della madre e poi, dal 1283 fu reggente insieme al fratello Johann III di Meclemburgo (dopo il 1266-27 maggio 1289). Enrico I fece ritorno nel Meclemburgo solo nel 1298 e nel 1299 riprese formalmente il suo regno, anche se probabilmente abbandonò gli affari del governo a Enrico II. Dopo la morte del padre avvenuta nel 1302 Enrico divenne infine l'unico signore del Meclemburgo.
Nei primi anni di regno Enrico portò avanti un'infruttuosa guerra contro Nicola II di Werle (prima del 1275-18 febbraio 1316) in merito alla successione di Enrico (morto 8 ottobre 1291), zio paterno di Nicola. 
Nel 1299 invece suo cognato Alberto III, margravio di Brandeburgo (1250 circa-fra il 19 novembre e il 4 dicembre 1300) vendette ad Enrico la signoria di Stargard, che suo padre Alberto aveva promesso in dote alla figlia Beatrice, diventata moglie di Enrico nel 1292. 
Nel 1304 venne anche siglato un trattato fra le due famiglie secondo il quale tale signoria sarebbe comunque rimasta ad Enrico, ma quando Beatrice morì nel 1314 senza aver partorito figli maschi il Brandeburgo chiese che Stargard tornasse a loro. Da questa disputa nacque una guerra fra le due famiglie. 
Sempre nel 1299 Enrico si alleò con Nicola II e Alberto III per impadronirsi del Principato di Rostock; il suo sovrano, Nicola I di Rostock (prima del 1262-25 novembre 1314) reagì ponendosi sotto la protezione di Eric VI di Danimarca. Il re danese intervenne, sconfisse i tre alleati e tenne Rostock per sé.
Nel 1304 Enrico s'alleò con il successore di Alberto III, Ermanno, margravio del Baden (1275-1º febbraio 1308) per prestare aiuto a Venceslao II di Boemia nella sua guerra contro Alberto I d'Asburgo, che era imparentato con Enrico tramite il suo secondo matrimonio.
Nel 1310 un'altra guerra, questa volta fra le città di Wismar e Rostock scoppiò quando la prima rifiutò di ospitare le nozze fra Matilda, primogenita di Enrico, e Ottone III, duca di Brunswick-Lüneburg. Alla fine Enrico scelse come propria residenza la città di Stargard e il matrimonio venne celebrato lì, ma egli non rinunciò ai suoi progetti di conquista: nel 1311 sottomise Wismar e l'anno seguente, il 15 dicembre 1312, anche Rostock fu costretta a capitolare, nonostante la fiera resistenza.
Nel 1313, mentre Enrico era in pellegrinaggio presso il borgo di Castelmola la città insorse nuovamente, ma il 12 gennaio 1314 Enrico la riconquistò nuovamente.
Nel 1314 sua moglie Beatrice morì e l'anno seguente esplose un conflitto fra la famiglia di Enrico e quella della moglie in merito ad alcune terre incluse nella sua dote. Brandeburgo era ora retta dal margravio Valdemaro (1280circa-14 agosto 1319), che occupò la città di Stargard, oggetto della disputa. Enrico la pose immediatamente sotto assedio, ma dovette rinunciare nel luglio 1316; tuttavia l'anno seguente egli riuscì ad avere ragione di Valdemaro e con il trattato di Templin del 25 novembre 1317 Stargard fu di nuovo sua.
Due anni dopo Valdemaro morì ed Enrico ne approfittò per prendere le terre di Prignitz e Uckermark. Nel 1323 Rostock si rivoltò ancora e ancora una volta Enrico la riconquistò, cogliendo anche l'occasione per siglare un trattato di pace con Cristoforo II di Danimarca che, oltre alla signoria di Rostock, gli assegnò anche quelle di Gnoien e Schwaan.
I margravi del Brandeburgo continuvano ad avanzare pretese sulle terre conquistate qualche anno prima da Enrico; il nuovo margravio Ludovico V di Baviera, rappresentato dal proprio reggente Bertoldo VII, conte di Henneberg-Schleusingen (1272-13 aprile 1340), riuscì a riportarle entro i propri domini ed Enrico alla fine fu costretto a siglare uno trattato per lui sfavorevole, il 24 maggio 1325. In quello stesso anno venne a mancare Vitislav III, principe di Rügen, terra su cui avevano mire sia il Meclemburgo sia la Pomerania; fu quest'ultima ad avere la meglio e nel trattato siglato il 27 giugno 1328 Enrico fu costretto a riconoscere alla Pomerania anche un risarcimento monetario.
Dopo quest'ultimo episodio Enrico non visse ancora a lungo: morì infatti il 21 gennaio 1329.

## I matrimoni e i figli
In prime nozze Enrico sposò Beatrice del Brandeburgo (morta 22 settembre 1314 circa) ed insieme ebbero una figlia:
- Matilda (1293-1357) che sposò nel 1311 Otto III, duca di Brunswick-Lüneburg

Dopo il 6 luglio 1315 Enrico si risposò con Anna di Sassonia-Wittenberg (morta fra il 25 luglio 1327 e il 9 agosto 1328), figlia di Alberto II di Sassonia, insieme i due ebbero:
- Heinrik (1316-1321)
- Anastasia (1317-1321)
- Alberto II di Meclemburgo
- Agnes (1320-1340), che sposò Nicola III di Werle (dopo il 1311 prima del 1337-fra il 10 agosto 1360 e il 1º agosto 1361)
- Giovanni I di Meclemburgo-Stargard
- Beatrix (1324-5 agosto 1399)

In terze nozze Enrico sposò Agnes di Lindow-Ruppin (morta dopo il 30 luglio 1343), da quest'unione non nacquero figli

## Ascendenza
|                           |                           |                        | Genitori             |  |  | Nonni |  |  | Bisnonni                        |  |  | Trisnonni                      |  |
|                           |                           |                        |                      |  |  |       |  |  | Enrico Borwin II di Meclemburgo |  |  | Enrico Borwin I di Meclemburgo |  |
|                           |                           |                        |                      |  |  |       |  |  | Enrico Borwin II di Meclemburgo |  |  | Enrico Borwin I di Meclemburgo |  |
|                           |                           | …                      |                      |  |  |       |  |  | Enrico Borwin II di Meclemburgo |  |  |                                |  |
| Giovanni I di Meclemburgo |                           |                        |                      |  |  |       |  |  | Enrico Borwin II di Meclemburgo |  |  |                                |  |
|                           |                           | Kristina di Svezia     | Sverker II di Svezia |  |  |       |  |  |                                 |  |  |                                |  |
|                           |                           | Kristina di Svezia     | Sverker II di Svezia |  |  |       |  |  |                                 |  |  |                                |  |
|                           |                           | Kristina di Svezia     | …                    |  |  |       |  |  |                                 |  |  |                                |  |
| Enrico I di Meclemburgo   |                           | Kristina di Svezia     |                      |  |  |       |  |  |                                 |  |  |                                |  |
|                           |                           | Poppo VII di Henneberg | …                    |  |  |       |  |  |                                 |  |  |                                |  |
|                           |                           | Poppo VII di Henneberg | …                    |  |  |       |  |  |                                 |  |  |                                |  |
|                           |                           | Poppo VII di Henneberg | …                    |  |  |       |  |  |                                 |  |  |                                |  |
| Liutgarda di Henneberg    |                           | Poppo VII di Henneberg |                      |  |  |       |  |  |                                 |  |  |                                |  |
|                           |                           | …                      | …                    |  |  |       |  |  |                                 |  |  |                                |  |
|                           |                           | …                      | …                    |  |  |       |  |  |                                 |  |  |                                |  |
|                           |                           | …                      | …                    |  |  |       |  |  |                                 |  |  |                                |  |
| Enrico II di Meclemburgo  |                           | …                      |                      |  |  |       |  |  |                                 |  |  |                                |  |
|                           | Boghislao II di Pomerania | …                      |                      |  |  |       |  |  |                                 |  |  |                                |  |
|                           | Boghislao II di Pomerania | …                      |                      |  |  |       |  |  |                                 |  |  |                                |  |
|                           | Boghislao II di Pomerania | …                      |                      |  |  |       |  |  |                                 |  |  |                                |  |
| Barnim I di Pomerania     | Boghislao II di Pomerania |                        |                      |  |  |       |  |  |                                 |  |  |                                |  |
|                           |                           | Miroslawa di Pomerelia | …                    |  |  |       |  |  |                                 |  |  |                                |  |
|                           |                           | Miroslawa di Pomerelia | …                    |  |  |       |  |  |                                 |  |  |                                |  |
|                           |                           | Miroslawa di Pomerelia | …                    |  |  |       |  |  |                                 |  |  |                                |  |
| Anastasia di Pomerania    |                           | Miroslawa di Pomerelia |                      |  |  |       |  |  |                                 |  |  |                                |  |
|                           |                           | …                      | …                    |  |  |       |  |  |                                 |  |  |                                |  |
|                           |                           | …                      | …                    |  |  |       |  |  |                                 |  |  |                                |  |
|                           |                           | …                      | …                    |  |  |       |  |  |                                 |  |  |                                |  |
| Marianna                  |                           | …                      |                      |  |  |       |  |  |                                 |  |  |                                |  |
|                           |                           | …                      | …                    |  |  |       |  |  |                                 |  |  |                                |  |
|                           |                           | …                      | …                    |  |  |       |  |  |                                 |  |  |                                |  |
|                           |                           | …                      | …                    |  |  |       |  |  |                                 |  |  |                                |  |
|                           |                           | …                      |                      |  |  |       |  |  |                                 |  |  |                                |  |